# Милия (окръг Пафос)
Вижте пояснителната страница за други населени места с името Милия.
Милия (на гръцки: Μηλιά, Миля̀) е село в Кипър, окръг Пафос. Според статистическата служба на Република Кипър през 2001 г. селото има 5 жители.
Намира се на 2 км южно от Фити.